# Mistrzostwa Europy w biegu 24-godzinnym 1998
6. Mistrzostwa Europy w biegu 24-godzinnym 1998 – zawody lekkoatletyczne, które odbyły się 29 i 30 sierpnia 1998 w Marquette, Francja.

## Medaliści
|                         | 1. miejsce                                                                  | Rezultat   | 2. miejsce                                                            | Rezultat   | 3. miejsce                                                       | Rezultat   |
| Mężczyźni indywidualnie | Lucien Taelman                                                              | 267,626 km | Tomas Rusek                                                           | 263,144 km | Michael Maier                                                    | 259,067 km |
| Mężczyźni drużynowo     | Francja 1. Alain Prual · 2. Jean-Pierre Guyomarch · 3. Marcel Foucat        | 746,666 km | Niemcy 1. Michael Maier · 2. Jens Lukas · 3. Thomas Blumtritt         | 734,429 km | Czechy 1. Tomas Rusek · 2. Petr Solnicka · 3. Vlastimil Dvoracek | 714,714 km |
| Kobiety indywidualnie   | Marie Mayeras-Bertrand                                                      | 226,457 km | Colette Musy                                                          | 223,378 km | Christiane Le Cerf                                               | 220,966 km |
| Kobiety drużynowo       | Francja 1. Marie Mayeras-Bertrand · 2. Colette Musy · 3. Christiane Le Cerf | 670,801 km | Wielka Brytania 1. Sharon Gayter · 2. Sandra Brown · 3. Hilary Walker | 591,053 km | Niemcy 1. Helga Backhaus · 2. Martina Hausmann · 3. Heike Pawzik | 586,886 km |